# Élection présidentielle russe de 1996
L'élection présidentielle russe de 1996 se tient les 16 juin et 3 juillet 1996 afin d'élire le président de la fédération de Russie pour un mandat de quatre ans. Ce scrutin a lieu sous la présidence de Boris Eltsine, au pouvoir depuis 1991.
Le premier tour voit arriver en tête le président sortant, talonné par le communiste Guennadi Ziouganov. Fait notable, Mikhaïl Gorbatchev, ancien dirigeant de l'URSS, est éliminé avec 0,5 % des voix. Le troisième homme du scrutin, le général centriste Alexandre Lebed, appelle à voter pour Eltsine en vue du second tour. Ce dernier est finalement réélu avec 53,8 % des suffrages exprimés, contre 40,3 % pour son opposant communiste.
Cette élection présidentielle est la première démocratique dans l'histoire de la Russie post-soviétique (la seconde si on prend en compte celle de la république russe au sein de l'URSS en 1991), même si elle fut probablement entachée de fraudes massives au point que son issue véritable est controversée. Sont régulièrement relayées les interventions des États-Unis et des spin doctors en faveur de Boris Eltsine, donné largement battu par les sondages de début de campagne.

## Contexte

### Dislocation de l'URSS et Constitution de 1993
Lors de l'élection présidentielle de juin 1991, Boris Eltsine est élu pour un mandat de cinq ans à la présidence de la République socialiste fédérative soviétique de Russie, recueillant 58,6 % des voix dès le premier tour.
Quelques mois plus tard, à la suite de la dislocation de l'URSS (dont Mikhaïl Gorbatchev était le président), la Russie soviétique devient une nation souveraine, ce qui signifie que l'élection présidentielle prévue en 1996 doit être le premier scrutin présidentiel à se tenir dans une Russie pleinement souveraine.
En décembre 1993, une Constitution est adoptée par référendum : elle ramène notamment la durée des futurs mandats présidentiels à quatre ans.

### Impopularité du président Eltsine

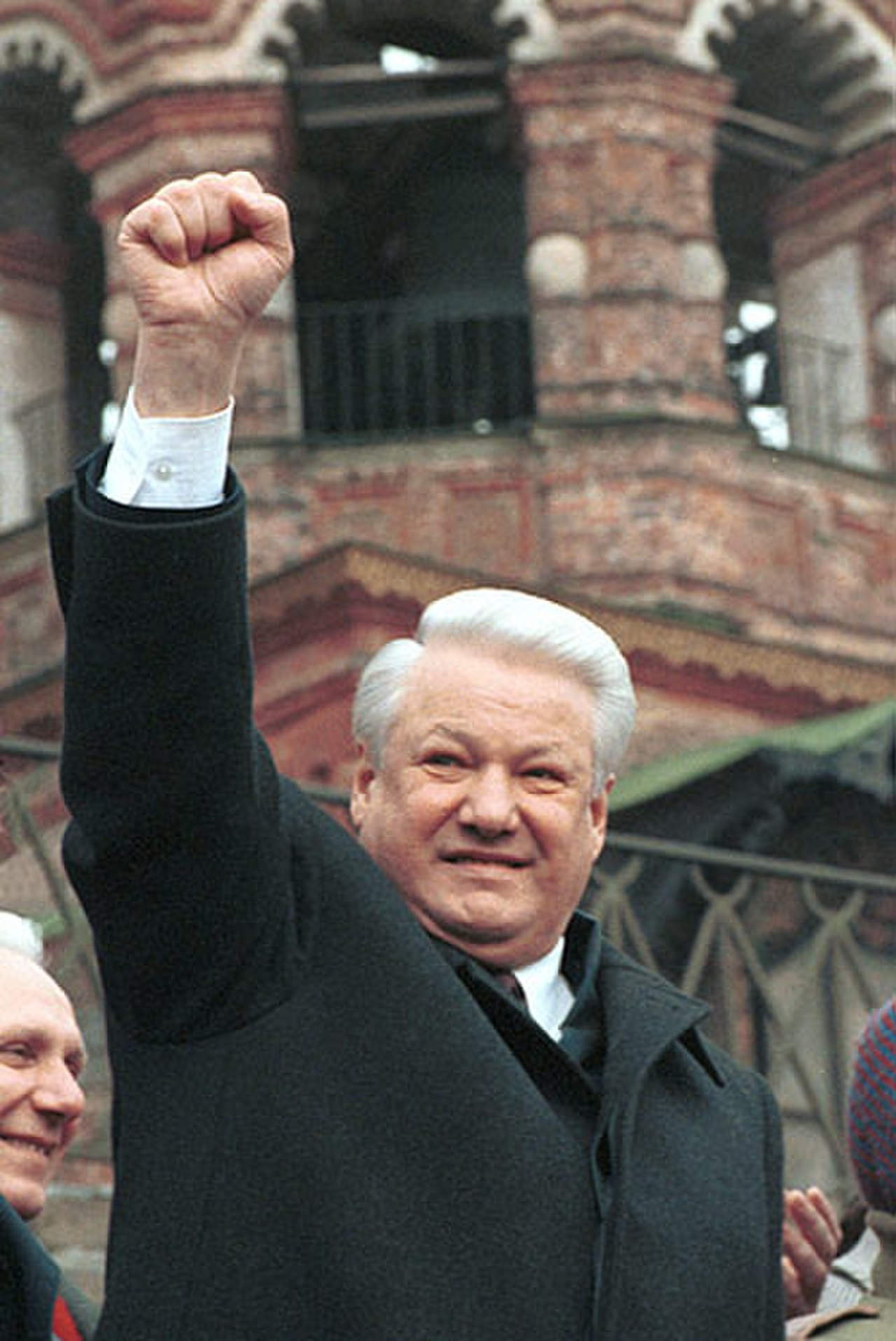
Le président Boris Eltsine, au pouvoir depuis 1991.

Dans le cadre d'une économie de transition, le bilan de Boris Eltsine est jugé négativement par une grande partie de la population.
En février 1996, lorsqu'il annonce sa candidature à sa propre succession, ses chances de succès sont maigres : sa popularité est à un plus bas historique et les sondages le donnent souvent à la cinquième place de l'élection présidentielle à venir. Son mouvement politique, Notre maison la Russie (NDR), a obtenu à peine 10 % des voix aux élections législatives de décembre 1995, alors que le Parti communiste de la fédération de Russie (KPRF) est devenu la première formation politique du pays avec plus de 20 % des suffrages.
Tirant profit de la vague contestataire due aux difficultés économiques de l'après communisme, le candidat du Parti communiste, Guennadi Ziouganov, fait la course en tête durant plusieurs mois. Présent au Forum économique mondial de Davos en février 1996, il est traité avec égard par de nombreux dirigeants et médias internationaux, qui pensent qu'il sera le prochain président de la fédération de Russie.

## Modalités

### Mode de scrutin

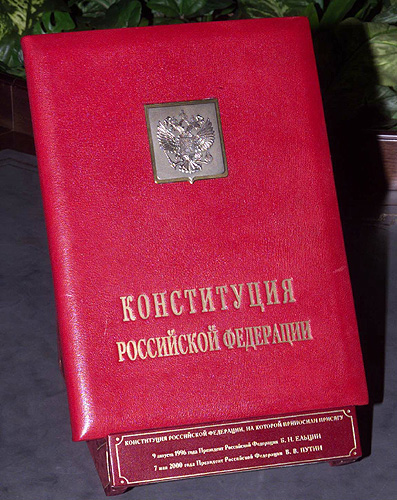
Livre constitutionnel russe.

En vertu de la Constitution de 1993, le président de la fédération de Russie est élu pour quatre ans, « au suffrage universel, égal et direct, à bulletins secrets ». La loi fédérale précise qu'il est désigné au scrutin uninominal majoritaire à deux tours, qu'il existe un vote « aucun d'entre eux » et que les bulletins blancs ou nuls sont comptabilisés dans les suffrages exprimés.

### Conditions de candidature
Les dispositions constitutionnelles prévoient que les candidats doivent être des citoyens russes âgés d'au moins 35 ans et résidant de façon permanente en Russie depuis au moins dix ans. Par ailleurs, une même personne ne peut exercer la fonction de président de la fédération de Russie plus de deux mandats consécutifs.

### Dates de déroulement de l'élection
Le scrutin doit intervenir cinq ans après l'élection présidentielle de 1991, le chef de l'État ayant alors été élu pour cette durée.
Lors du référendum d'avril 1993, la tenue d'une élection présidentielle anticipée est rejetée : si la proposition est approuvée par 51,2 % des suffrages exprimés, le quorum de 50 % des inscrits n'est pas atteint.
Alors que Boris Eltsine fait face à une forte popularité, la possibilité d'un report ou d'une annulation de l'élection présidentielle de 1996 est évoquée. Mais le président sortant décide de maintenir le scrutin à la date prévue.

## Liste des candidats

### Retenus
Onze candidats sont retenus pour participer au premier tour de l'élection, dont un (Aman Touleïev) se retire quelques jours avant le scrutin.
| Candidat (nom et âge)                           | Candidat (nom et âge) | Parti politique                             | Principale fonction politique lors de la campagne                                              |
| ----------------------------------------------- | --------------------- | ------------------------------------------- | ---------------------------------------------------------------------------------------------- |
| Vladimir Bryntsalov (49 ans)                    |                       | Parti socialiste russe                      | Député à la Douma (depuis 1995)                                                                |
| Martin Chakkoum (44 ans)                        |                       | Parti populaire socialiste de Russie        |                                                                                                |
| Boris Eltsine (65 ans)                          |                       | Indépendant                                 | Président de la fédération de Russie (depuis 1991)                                             |
| Sviatoslav Fiodorov (68 ans)                    |                       | Parti de l'autonomie des travailleurs       |                                                                                                |
| Mikhaïl Gorbatchev (65 ans)                     |                       | Indépendant                                 | Aucune (ancien secrétaire général du Comité central du Parti communiste de l'Union soviétique) |
| Grigori Iavlinski (44 ans)                      |                       | Iabloko                                     |                                                                                                |
| Vladimir Jirinovski (50 ans)                    |                       | Parti libéral-démocrate de Russie           |                                                                                                |
| Alexandre Lebed (46 ans)                        |                       | Congrès des communautés russes              |                                                                                                |
| Iouri Vlassov (60 ans)                          |                       | Indépendant                                 |                                                                                                |
| Guennadi Ziouganov (51 ans)                     |                       | Parti communiste de la fédération de Russie |                                                                                                |
| Candidat s'étant retiré avant le premier tour : |                       |                                             |                                                                                                |
| Aman Touleïev (52 ans)                          |                       | Indépendant                                 |                                                                                                |

## Campagne

### Boris Eltsine

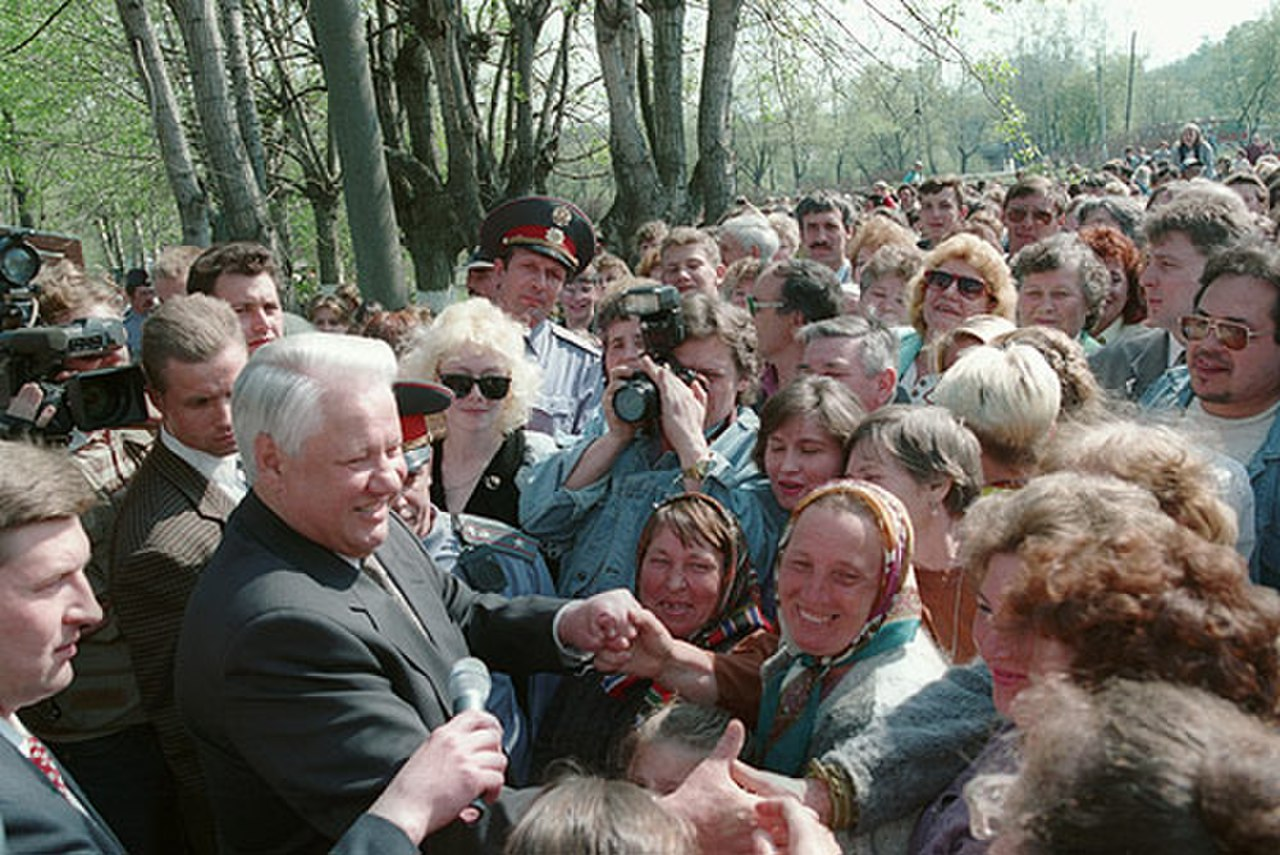
Boris Eltsine en campagne dans la région de Moscou, le 7 mai 1996.

Plusieurs éléments nuisent à la campagne de Boris Eltsine. L'économie russe continue de se contracter et de nombreux travailleurs restent impayés depuis plusieurs mois. En janvier 1996, des autonomistes tchétchènes prennent en otage des milliers de personnes au Daghestan ; la réponse d'Eltsine face à la situation est considérée comme un échec. Par ailleurs, son état de santé et son mode de vie posent question.
Cependant, le président sortant bénéficie de l'appui des États-Unis et se voit conseillé par des spin doctors, qui reluisent de façon significative son image auprès de l'opinion publique.

## Résultats

### Au niveau national
| Candidats              | Candidats              | Partis                                      | 1er tour    | 1er tour | 2d tour     | 2d tour |
| Candidats              | Candidats              | Partis                                      | Voix        | %        | Voix        | %       |
| ---------------------- | ---------------------- | ------------------------------------------- | ----------- | -------- | ----------- | ------- |
|                        | Boris Eltsine          | Indépendant                                 | 26 665 495  | 35,79    | 40 203 948  | 54,40   |
|                        | Guennadi Ziouganov     | Parti communiste de la fédération de Russie | 24 211 686  | 32,49    | 30 102 288  | 40,73   |
|                        | Alexandre Lebed        | Congrès des communautés russes              | 10 974 736  | 14,73    |             |         |
|                        | Grigori Iavlinski      | Iabloko                                     | 5 550 752   | 7,45     |             |         |
|                        | Vladimir Jirinovski    | Parti libéral-démocrate de Russie           | 4 311 479   | 5,79     |             |         |
|                        | Sviatoslav Fedorov     | Parti de l'autonomie des travailleurs       | 699 158     | 0,94     |             |         |
|                        | Mikhaïl Gorbatchev     | Indépendant                                 | 386 069     | 0,52     |             |         |
|                        | Martin Chakkoum        | Parti populaire socialiste de Russie        | 277 068     | 0,37     |             |         |
|                        | Iouri Vlassov          | Le Pouvoir au peuple                        | 151 282     | 0,20     |             |         |
|                        | Vladimir Bryntsalov    | Parti socialiste russe                      | 123 065     | 0,17     |             |         |
|                        | Aman Touleïev          | Indépendant                                 | 308         | 0,00     |             |         |
|                        | Aucun d'entre eux      | Aucun d'entre eux                           | 1 163 921   | 1,56     | 3 604 462   | 4,88    |
|                        |                        |                                             |             |          |             |         |
| Votes valides          | Votes valides          | Votes valides                               | 74 515 019  | 98,58    | 73 910 698  | 98,95   |
| Votes blancs ou nuls   | Votes blancs ou nuls   | Votes blancs ou nuls                        | 1 072 120   | 1,42     | 780 592     | 1,05    |
| Total                  | Total                  | Total                                       | 75 587 139  | 100      | 74 691 290  | 100     |
| Abstention             | Abstention             | Abstention                                  | 32 907 884  | 30,33    | 33 897 760  | 31,22   |
| Inscrits/Participation | Inscrits/Participation | Inscrits/Participation                      | 108 495 023 | 69,67    | 108 589 050 | 68,78   |

### Analyse
À l'issue du premier tour, Boris Eltsine arrive en tête, juste devant Ziouganov.
Le score du général Alexandre Lebed, militaire qui faisait ses débuts en politique en 1995 sous les couleurs du « Congrès des communautés russes » d'ex-URSS, qui finit 3e avec 14,7 % des voix, est une surprise[réf. nécessaire]. L'issue du scrutin dépend donc de ses consignes de vote pour le second tour. Deux jours après le premier tour, Eltsine a un entretien avec Lebed et lui promet le poste de secrétaire du Conseil de sécurité de la fédération de Russie. Il reçoit officiellement son soutien et c'est ainsi que le 3 juillet Eltsine est réélu avec 53 % des voix contre 40 % pour Ziouganov et 7 % de bulletins blancs ou nuls. Il est réinvesti le 9 août.
Cette élection voit également la participation du dernier dirigeant de l’URSS, Mikhaïl Gorbatchev, mais celui-ci obtient un score très faible : 0,5 % des voix au premier tour.

## Controverses

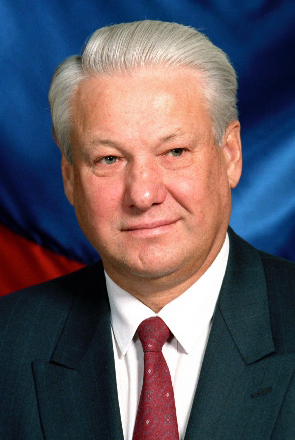
Portrait officiel de Boris Elstine

### Interventions étrangères
Le président américain Bill Clinton s'engage en faveur de Boris Eltsine lors de l'élection présidentielle. Il intervient auprès du Fonds monétaire international (FMI) afin de faire octroyer à la Russie un prêt de 10,2 milliards de dollars durant la période préélectorale. Des conseillers américains sont également envoyés, sur instruction de la Maison-Blanche, rejoindre l'équipe de campagne du président russe, alors extrêmement impopulaire, pour enseigner de nouvelles techniques de propagande électorale.
Plusieurs gouvernements européens manifestent également leur soutien à Boris Eltsine. Le Premier ministre français, Alain Juppé, se rend à Moscou le 14 février, jour de l’annonce de la candidature d’Eltsine. Il déclare souhaiter que la campagne électorale soit « l’occasion de mettre en valeur les acquis de la politique de réformes menée par le président Eltsine ». Le chancelier allemand Helmut Kohl se rend le même jour à Moscou, où il présente Eltsine comme « un partenaire absolument fiable, qui a toujours respecté ses engagements ».
Outre le FMI, le gouvernement russe bénéficie de l'intervention du Club de Paris, qui accorde en avril à la Russie un délai de 25 ans pour rembourser 40 milliards de dollars de dette extérieure, et de la Banque mondiale qui octroie un prêt de 200 millions de dollars destiné à soutenir les services sociaux.

### Soupçons de fraudes
Le KPRF, premier parti d'opposition en Russie et victime principale des supposés trucages, aurait eu un grand intérêt à contester la légitimité d'Eltsine et de son héritage. Mais, faute de preuves, le scandale n'est abordé ni par Guennadi Ziouganov, ni par le comité central (en).
Le 20 février 2012, le président de la fédération de Russie en exercice, Dmitri Medvedev, aurait déclaré lors d'une réunion avec des représentants de l'opposition non systémique que « Personne n'a de doute sur qui a remporté les élections présidentielles de 1996. Ce n'était pas Boris Eltsine ». Les médias nationaux relaient l'information dès le lendemain, mais les rumeurs de falsification sont démenties par le Kremlin.